# Albert H. Taylor

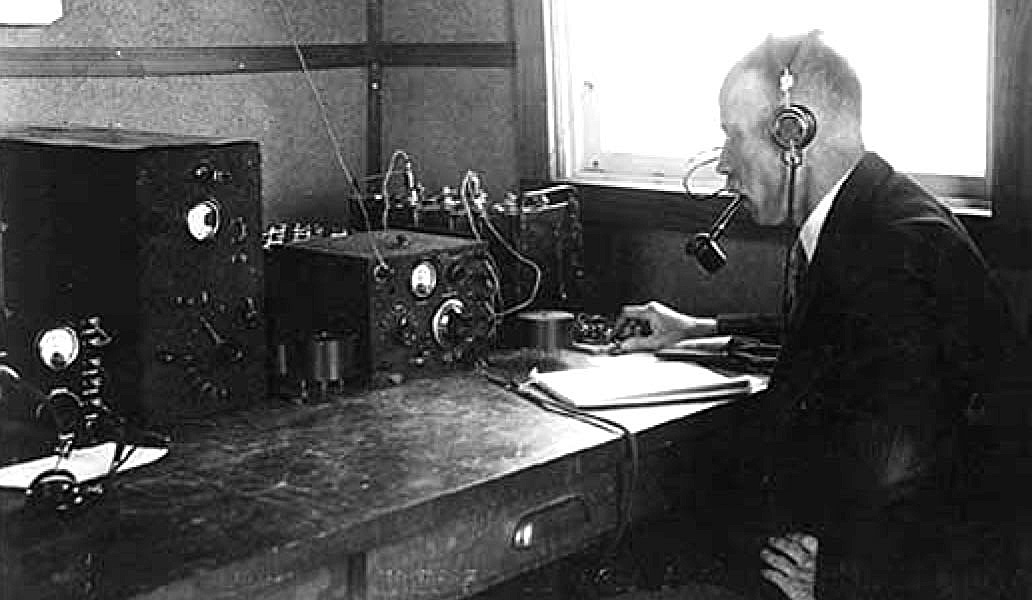
Albert H. Taylor im Forschungslabor der Marine

Albert Hoyt Taylor (* 1. Januar 1879 in Chicago, Illinois; † 11. Dezember 1961 in Los Angeles, Kalifornien) war ein amerikanischer Elektroingenieur, der wichtige Beiträge zur Entwicklung des Radars erbrachte.

## Biografie
1896 begann Taylor sein Studium an der Northwestern University in Chicago. Er wurde im Jahr 1899 bei der Firma Western Electric angestellt und kehrte 1900 an die Universität zurück. Aus Geldmangel unterbrach er erneut sein Studium und obwohl nur noch ein Semester fehlte, nahm er eine Stelle als Lehrer am Michigan State College an. Erst im Jahr 1902 erhielt seinen Bachelor of Science von der Northwestern University verliehen. Von 1903 bis 1908 lehrte er an der University of Wisconsin–Madison. Danach ging er auf Studienreise nach Deutschland und promovierte an der Universität Göttingen im Jahr 1909. Danach trat er in die Fakultät der University of North Dakota ein, in der er einen experimentellen Radiosender für Studien an Antennen und der Wellenausbreitung aufbaute. Seine Arbeiten in dieser Funktion setzte er bis 1917 fort.
Am 13. März 1917 wurde Taylor zum Leutnant der US Naval Reserve Force ernannt. Nach dem Ausbruch des Ersten Weltkrieges wurde er als Fernmeldeoffizier des 9. Naval District verpflichtet. Bis zum 17. Oktober 1917 wurde ihm die Stelle als Leiter der Fernmeldeabteilung in Washington, D.C. zugewiesen. Danach wurde er bis zum 25. Juli 1918 Fernmelde-Oberoffizier an dem Sender der Marine in Belmar, New Jersey. Später übernahm er ein Forschungslabor auf dem Marinefliegerstützpunkt in Hampton Roads für die Entwicklung von Geräten für die Kommunikation an Bord von Flugzeugen. Danach wurde er Leiter des Flugfunklabors der Luftwaffe auf dem Marinestützpunkt in Anacostia, Washington D.C. Er wurde am 8. Juni 1918 zum Korvettenkapitän der US Naval Reserve Force ernannt und am 14. November 1918 zum Fregattenkapitän der US Naval Reserve Force befördert. 1922 trat er aus dem aktiven Dienst in der Marine aus, blieb aber als ziviler Mitarbeiter im Dienst der Streitkräfte.
Im Herbst 1922 führten Taylor und Leo C. Young Experimente mit dem Radiosender des Labors am Potomac durch, als sie bemerkten, dass ein Holzschiff auf dem Fluss die Übertragung der Signale störte. In der Tat haben sie damit erfolgreich die Funktion des ersten interferometrischen Dauerstrichradars demonstriert. Im folgenden Jahr wurde das Naval Research Laboratory (NRL) der USA gegründet und Taylor zum Leiter von dessen Abteilung "Funk" ernannt. In den frühen 1930er Jahren kamen wie bei deutschen und britischen Wissenschaftlern auch in dieser Abteilung die Gedanken auf, einen pulsierenden Radiosender für die Erkennung von Zielen und Messung ihrer Entfernung zu nutzen. Taylor wies einen seiner Assistenten, Robert Morris, an, einen Prototyp zu bauen und zu testen. Dieser Prototyp wurde im Jahr 1934 vorgestellt und konnte ein Flugzeug in einer Entfernung von einer Meile erkennen. Im Jahr 1937 entwickelte sein Team ein praktisches Bordradar für die Marine, das so genannte CXAM – eine Technik sehr ähnlich dem britischen Chain-Home-Radarsystem.
Im Jahr 1929 wurde Taylor Präsident des Institute of Radio Engineers (IRE) und von 1936 bis 1942 war er Mitglied des Communication Committee des American Institute of Electrical Engineers. Beide Organisationen waren Vorgänger des jetzigen Institute of Electrical and Electronics Engineers (IEEE).
Taylor verblieb bei der NRL bis zu seiner Pensionierung im Jahr 1948. Er starb im Jahr 1961, wenige Wochen vor seinem 83. Geburtstag.

## Auszeichnungen
- 1927 – für die Erforschung kurzer Wellen erhielt Taylor den IEEE Morris N. Liebmann Memorial Award
- 1942 – IRE Medal of Honor, für herausragenden Leistungen bei der Führung der Abteilung Funk des Naval Research Laboratory
- 1944 – am 28. März erhielt er die Medal for Merit, die höchste zivile Auszeichnung der Vereinigten Staaten von Amerika[2]
- 1959 – die Stuart Ballantine Medaille des Franklin Institute in Philadelphia.